# Transformata Radona
Niech {\displaystyle f(x_{1},\dots ,x_{n})} będzie ciągłą i wystarczająco szybko malejącą w nieskończoności funkcją zmiennych rzeczywistych {\displaystyle x_{i}\in \mathbb {R} } dla {\displaystyle i=1,\dots ,n.}
Dla dowolnej hiperpłaszczyzny w {\displaystyle \mathbb {R} ^{n}}
{\displaystyle \Gamma =\{(x_{1},\dots ,x_{n}):\xi _{1}{x_{1}}+\dots +\xi _{n}{x_{n}}=C\},}
gdzie {\displaystyle \xi _{i}\in \mathbb {R} ,i=1,\dots ,n} i {\displaystyle \sum \limits _{i=1}^{n}\xi _{i}^{2}>0,C\in \mathbb {R} }
definiowana jest całka
{\displaystyle F(\xi _{1},\dots ,\xi _{n},C)={\frac {1}{(\sum \limits _{i=1}^{n}\xi _{i}^{2})^{1/2}}}\int \limits _{\Gamma }f(x_{1},\dots ,x_{n})dV_{\Gamma }}
gdzie {\displaystyle V_{\Gamma }} jest {\displaystyle (n-1)}-wymiarową objętością na hiperpowierzchni {\displaystyle \Gamma .} Funkcję
{\displaystyle F(\xi _{1},\dots ,\xi _{n},C),(\xi _{1},\dots ,\xi _{n},C)\in \mathbb {R} ^{n+1}}
nazywamy transformatą Radona lub przekształceniem Radona funkcji {\displaystyle f.}
Transformatę Radona zdefiniował austriacki matematyk Johann Radon w 1917 roku.
Transformata Radona jest funkcją jednorodną stopnia –1:
{\displaystyle F(\alpha \xi _{1},\dots ,\alpha \xi _{n},\alpha C)={\frac {1}{|\alpha |}}F(\xi _{1},\dots ,\xi _{n},C).}
Związek z transformatą Fouriera {\displaystyle {\widehat {f}}(\xi _{1},\dots ,\xi _{n})} funkcji {\displaystyle f{:}}
{\displaystyle F(\xi _{1},\dots ,\xi _{n},C)={\frac {1}{2\pi }}\cdot \int \limits _{-\infty }^{\infty }{{\widehat {f}}(\alpha \xi _{1},\dots ,\alpha \xi _{n})}e^{-i\alpha C}d\alpha .}